# Jiangzao (köpinghuvudort i Kina, Zhejiang Sheng, lat 29,84, long 120,32)
Jiangzao (kinesiska: 江藻, 江藻镇) är en köpinghuvudort i Kina. Den ligger i provinsen Zhejiang, i den östra delen av landet, omkring 48 kilometer söder om provinshuvudstaden Hangzhou. Antalet invånare är 22 387. Befolkningen består av 11 242 kvinnor och 11 145 män. Barn under 15 år utgör 13,0 %, vuxna 15-64 år 72 %, och äldre över 65 år 14,0 %.
Runt Jiangzao är det tätbefolkat, med 442 invånare per kvadratkilometer. Närmaste större samhälle är Fengqiao, 11,1 km sydost om Jiangzao. I omgivningarna runt Jiangzao växer i huvudsak blandskog.
Genomsnittlig årsnederbörd är 2 020 millimeter. Den regnigaste månaden är juni, med i genomsnitt 365 mm nederbörd, och den torraste är januari, med 79 mm nederbörd.